# ブドウ球菌性熱傷様皮膚症候群

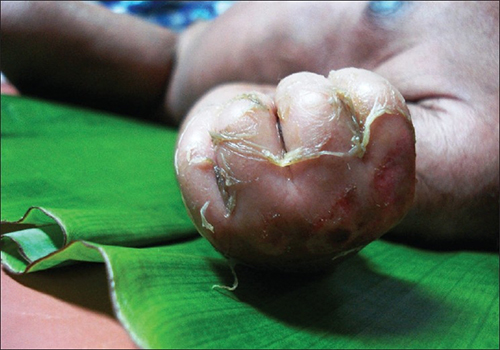

ブドウ球菌性熱傷様皮膚症候群（ぶどうきゅうきんせいねっしょうようひふしょうこうぐん、Staphylococcal Scalded Skin Syndrome：SSSS）とは、傷口に黄色ブドウ球菌が進入し、それが生み出す毒素が皮膚全体を侵し、広範な熱傷様の表皮の剥離を起こす危険な疾患である。

## 症状
- 風邪症状が出て36 - 38度の微熱が発生し目鼻口の周りに発赤現れる。
- 1 - 2日中に赤部位がびらんし、黄色い瘡蓋（かさぶた）が付着する。
- 眼脂がみられ、口の周りの痂皮に放射状亀裂が出るのが特徴。
- 頚部、肘窩、腋窩、そけい部に猩紅熱様の紅斑が出現し、接触痛を伴うため身体に触れられることを嫌がるようになる。半数弱の患者の紅斑部位をこすると、表皮がずるりと容易に剥離する（ニコルスキー現象）。ニコルスキー現象は年少者ほど著明で、軽症では認められない。
- 生後1ヵ月以内の新生児が発症したときにはリッター新生児剥脱性皮膚炎と呼ばれ、重症となる。
  1. 約10日後に全身の紅斑は消失し、頚部より手足に向かって皮膚がむけはじめ（こぬか様落屑）、3 - 4週で治癒する。
- 経過中に脱水、食欲不振など全身症状もみられる。
- まれに成人にも起こるが、いずれも免疫低下症例に発症し肺炎や敗血症などを併発し、極めて重篤な状態となり予後不良である。

## 要因
- 咽頭や鼻腔などに感染した黄色ブドウ球菌が産生する表皮剥離性毒素（ET）が血流を介して全身の皮膚に達し、広範な熱傷様の表皮の剥離を起こす。
- 黄色ブドウ球菌は伝染性膿痂疹（とびひ）の原因菌の一つであるが、皮膚局所に感染した黄色ブドウ球菌が産生するETにより、その部に水疱が生じるものが伝染性膿痂疹である。
- 遠隔部位（咽頭、鼻腔など）に感染・増殖した黄色ブドウ球菌の産生するETが循環系を通して全身に送られ、表皮剥脱をきたすのがSSSSであり、伝染性膿痂疹のほうが軽症である。ウイルス性上気道炎が引き金になることが多い。

## 治療法
- 年齢が幼いほど予後が良い。成人型での致死率は30～40パーセントと高い。原則として入院、全身管理、輸液を行う。
- 抗生物質の全身投与：抗生物質の感受性を知るため初期に原因菌の培養を眼脂、皮膚、咽頭などから行い、黄色ブドウ球菌に感受性のある薬剤を点滴静注する。メチシリン耐性黄色ブドウ球菌（MRSA）が起因菌の場合には注意が必要。
- 熱傷処置と同様の局所処置を行う。
- 解熱したらシャワー、入浴などで皮膚を清潔にする。